# Misungwi (huyện)
Misungwi là một huyện thuộc vùng Mwanza, Tanzania. Thủ phủ của huyện Misungwi đóng tại Misungwi. Huyện Misungwi có diện tích 1947 ki lô mét vuông. Đến thời điểm điều tra dân số ngày 25 tháng 8 năm 2002, huyện Misungwi có dân số 256133 người.